# Peruiniinae
Peruiniinae zijn een onderfamilie van Gastropoda (slakken) uit de familie van de Clausiliidae.

## Taxonomie
De volgende geslachten zijn bij de onderfamilie ingedeeld:
- Andinia Poliński, 1922
- Andiniastra H. Nordsieck, 2005
- Andiniella Weyrauch, 1958
- Bequaertinenia Weyrauch, 1964
- Brevinenia Neubert & H. Nordsieck, 2005
- Columbinia Poliński, 1924
- Cyclonenia H. Nordsieck, 1999
- Cylindronenia Ehrmann, 1949
- Ehrmanniella Zilch, 1949
- Gracilinenia Poliński, 1922
- Hemicena Pilsbry, 1949
- Incaglaia Pilsbry, 1949
- Incania Poliński, 1922
- Leuconenia H. Nordsieck, 2005
- Neniaptyx H. Nordsieck, 2007
- Neniatracta Pilsbry, 1926
- Neniella Grego & Szekeres, 2004
- Parabalea Ancey, 1882
- Peruinia Poliński, 1922
- Pfeifferiella Weyrauch, 1957
- Pseudogracilinenia Loosjes & Loosjes-van Bemmel, 1984
- Steeriana Jousseaume, 1900
- Symptychiella H. Nordsieck, 1999
- Temesa H. Adams & A. Adams, 1855
- Zilchiella Weyrauch, 1957

### Synoniemen
- Exbalea Jousseaume, 1900 => Temesa H. Adams & A. Adams, 1855
- Miranenia Grego & Szekeres, 2004 => Bequaertinenia (Miranenia) Grego & Szekeres, 2004 => Bequaertinenia Weyrauch, 1964
- Peruiniini H. Nordsieck, 2005 => Peruiniinae H. Nordsieck, 2005
- Steatonenia Pilsbry, 1926 => Columbinia (Steatonenia) Pilsbry, 1926 => Columbinia Poliński, 1924
- Weyrauchiella Loosjes & Loosjes-van Bemmel, 1966 => Incaglaia Pilsbry, 1949